# Edo Vujić
Edo Vujić (24. travnja 1950.) je hrvatski kazališni, televizijski i filmski glumac.

## Filmografija

### Televizijske uloge
- "Nad lipom 35" kao Robert Picek (2006. – 2008.)
- "Zabranjena ljubav" kao Dorijan Kralj (2005.)
- "Bitange i princeze" kao Šef (2005.)
- "Nepokoreni grad" (1982.)
- "Kapelski kresovi" kao Torpedo (1974.)

### Filmske uloge
- "Nisam se bojao umrijeti" kao Josip Manolić (2016.)
- "Duga mračna noć" kao partizan-Zagorac (2004.)
- "Slučajna suputnica" kao Vanjin otac (2004.)
- "Vrijeme ratnika" (1991.)

## Vanjske poveznice
- Edo Vujić u internetskoj bazi filmova IMDb-u (engl.)
- Stranica na Kazalište Kerempuh  Arhivirana inačica izvorne stranice od 11. lipnja 2007. (Wayback Machine)